# Scaphiella septella
Scaphiella septella là một loài nhện trong họ Oonopidae.
Loài này thuộc chi Scaphiella. Scaphiella septella được Arthur M. Chickering miêu tả năm 1968.